# Baldwin Piano Company
Pour les articles homonymes, voir Baldwin.

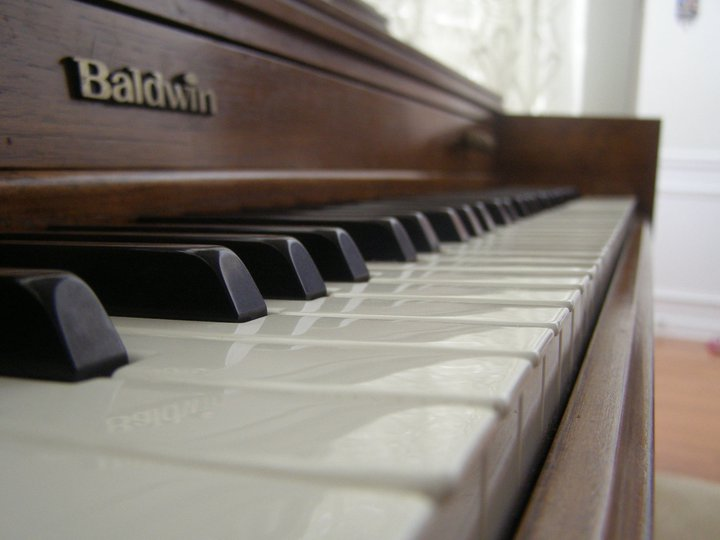
Clavier de piano Baldwin

Baldwin Piano Company est une société américaine, crée en 1857, spécialisée dans la fabrication de piano. Depuis 2001, c'est une filiale de Gibson Guitar Corporation. En décembre 2008, la production a été délocalisée en Chine.